# تعسف (معان)
التعسف حمل الكلام على معنى لا تكون دلالته عليه وهو الطريق الذي هو غير موصل إلى المطلوب. وقيل هو الأخذ على غير طريق. وقيل هو ضعف الكلام.